# Mónica Rikić Fusté
Mónica Rikić Fusté ( Barcelona, 1986 ) Artista electrónica y programadora creativa.
Licenciada en Bellas Artes (UB). Máster en Artes Digitales (UPF). Máster en Filosofía Contemporánea (UOC). Estudiante de doctorado en el programa de Network and Informatio Technologies (UOC).
Sus obras forman parte de las colecciones de arte. NewArt {foundation;} y Colección DKV. Centra su práctica en la programación creativa y la electrónica, combinándolas con objetos no digitales para crear proyectos interactivos, instalaciones robóticas y dispositivos electrónicos artesanos.
El interés general de su práctica artística radica en el desarrollo de tecnologías alternativas a través de la programación creativa y electrónica. Sus propuestas fusionan tecnología y filosofía a través del arte, creando artefactos tecnológicos alejados de la necesidad de funcionalidad o productividad, simplemente por construir dispositivos críticos que estimulen el pensamiento colectivo y la discusión. Formalmente, su práctica se basa en la producción de objetos electrónicos y robots artesanos, que representan distintos conceptos del ámbito de su investigación, presentándose como dispositivos teatrales. Con estos dispositivos, quiere ofrecer experiencias que propongan formas alternativas de pensar sobre tecnologías, robótica e IA. A través de este proceso, sus obras tienen como objetivo "cuestionar si" e "ilustrar cómo" la investigación artística es una forma válida de repensar y colaborar con el avance del conocimiento tecnocientífico, proporcionando nuevas perspectivas y generando caminos de exploración desconocidos. Desea presentar un futuro en el que el arte sea necesario para conseguir una transformación profunda del mundo tecnológico en el que vivimos, como una forma de pensamiento experimental entre la filosofía y la ingeniería.
Con sus proyectos, ha participado en diferentes festivales en todo el mundo como el Ars Electronica en Linz, la Creative Tech Week en Nueva York, el Robotronica en Australia o el FILE en Brasil, entre otros, y ha expuesto en instituciones locales como el CCCB, Arts Santa Mònica, La Capella o el Disseny Hub.
Ha sido galardonada con el Premio de Cultura de Cataluña 2021, así como en el Japan Media Arts Festival, el AMAZE Berlin, el Concurso de Instrumentos Musicales Margaret Guthman en Atlanta y con una beca BBVA Foundation Leonardo. Ha participado en residencias artísticas en Technoculture, Arts and Games en Montreal, European Media Artists in Residence Exchange (EMARE) en QUT (Australia) y Hexagram (Montreal), Medialab Prado en Madrid, Platohedro en Medellín y Etopía en Zaragoza, como en parte del programa European ARTificial Intelligence Lab.

## Biografía
Estudió Bellas Artes en la Universidad de Barcelona, donde se especializó en Imagen, vídeo y animación. Posteriormente realizó un máster en artes digitales en la Universidad Pompeu Fabra . En Atenas cursó la asignatura de arte multimedia y realizó su primer proyecto de net.art junto con David Proto. Posteriormente en Australia siguió haciendo animaciones flash y cursó una asignatura de tecnologías de audio. Con el proyecto resultante del máster, Buildasound, tuvo la oportunidad de participar en muchos festivales, entre ellos Sónar, FILE (Festival Internacional de Lenguaje Electrónico) y Ars Electronica ; este último tuvo la obra en exposición en el centro de 2013 a 2015.
En 2014 obtuvo una residencia artística EMARE para trabajar en una herramienta educativa basada en su proyecto anterior, Buildasound, en el centro The Cube de la Universidad de Tecnología de Queensland (QUT) en Brisbane (Australia). El proyecto fue seleccionado finalista en el Margaret Guthman Musical Instrument Competition en Atlanta ( Georgia, EE. UU.). En 2015 obtuvo otra residencia artística en el centro de juegos experimentales Technoculture, Art and Games (TAG) en Montreal ( Quebec, Canadá ). El proyecto resultante fue galardonado con una selección del jurado en el Japan Media Arts Festival. En 2016 colaboró con una residencia artística de Friedrich Kirschner en AEC Futurelab para el desarrollo de una obra de teatro participativa. El proyecto fue presentado durante el festival ese mismo año. En 2018 obtuvo una beca Leonardo de la Fundación BBVA para realizar un proyecto de investigación en torno a robots, inteligencia artificial y relaciones sociales.
En 2021 fue galardonada con el Premio Nacional de Cultura de Cataluña del Consejo Nacional de Cultura y de las Artes de Cataluña.
También ha estado trabajando en actividades educativas enfocadas a la introducción a las nuevas tecnologías en centros y festivales como el Museo de Arte Contemporáneo de Barcelona (MACBA) o centros universitarios como BAU, UOC y Elisava.

## Obras destacadas
- Buildasound (2010), juego de bloques de construcción de sonido. Consiste en crear formas al tiempo que se generan nuevos sonidos.[5] Esta instalación se pudo ver en las jornadas de puertas abiertas de conmemoración del 20 aniversario del MACBA .[6]
- Buildacode (2014), herramienta experimental para la programación de sonido, que busca la integración de la manipulación de objetos en un entorno de programación visual para la creación de sonido en tiempo real. Está dirigido a las personas que, con o sin conocimientos previos de programación, puedan disfrutar de la creación/programación tangible de sonido a través de la manipulación de objetos amigables.[7]
- WURM: Escape from a Dying Star (2015), juego inmersivo de supervivencia espacial para dos jugadores.[8]
- Light Jumper (2016), videojuego experimental diseñado para interaccionar mientras saltas a la cama elástica.[9]
- Oscilightor (2017), instalación de gran formato que dibuja con luz las relaciones armónicas entre dos personas que se acunan en columpios pendulares conectados como si fueran un armógrafo.[10]
- Enjambre Celular (2018), proyecto creado y diseñado específicamente para la fachada interactiva Medialab-Prado . Es un juego de estrategia colectiva en el que deben superarse distintos niveles o pantallas. La estructura de las pantallas se basa en la idea de un laberinto en el que se debe llegar desde el punto A hasta el punto B, evitando diferentes obstáculos, estáticos o móviles y aumentando la dificultad a medida que se pasen las pantallas con éxito.[11]
- The Inflovable Machine (2019), instrumento musical colaborativo creado a partir de grandes globos tubulares que se hinchan y se desinflan mediante la interacción del público, generando diferentes sonidos, como un órgano de aire.
- New Home of Mind (2020), pieza interactiva que hace reflexionar sobre el significado de la conciencia artificial y la idea de un robot consciente. Formó parte de una exposición en Arts Santa Mònica, en el festival Arts Electronica 2020, que se celebró en ciento veinte ciudades de todo el mundo, entre ellas Barcelona.[12]
- La Máquina que Juega Sola (2021) , producida por Caixaforum por la exposición Homo Ludens en 2021. En exposición por los diferentes centros hasta 2025. Esta escultura audiovisual interactiva explora las posibles formas de entretenimiento autónomo de la inteligencia artificial.
- Especies I, II y III (2022), Comisionado por ISEA2022 Barcelona. Parte de la colección DKV. La prenda se centra en imaginar las posibilidades de la evolución de la inteligencia artificial, así como las consecuencias para la condición humana. El proyecto se basa en un conjunto de dispositivos robóticos, construidos a partir de estructuras algorítmicas inspiradas en principios filosóficos, que representan un pequeño ecosistema inorgánico.
- Hipertelia (2023), Exposición individual creada gracias a la beca BCN Producción de La Capella y Barcelona CREA del Ayuntamiento de Barcelona. La exposición propone posibles alternativas para la evolución de las inteligencias artificiales a través de dispositivos electrónicos a mano.

## Becas y premios
- 2018 - 2020 - Beca Leonardo en Investigadores y Creadores Culturales 2018 de la Fundación BBVA, en la modalidad de artes plásticas y arte digital.[4]
- Abril 2016 - Nominación a premio en A MAZE. Festival, Berlín.
- Febrero 2016 - Jury Selection en el 19th Japan Media Arts Festival.
- Febrero 2015 - Semi finalista en el The Margaret Guthman Musical Instrument Competition, Georgia Tech, Atlanta.
- Julio-septiembre 2014 - Move On: European Media Artists en Residence Exchange en QUT Residency. Brisbane.
- 2021 - Premio Nacional de Cultura .[13]
- 2022 - Beca de Producción ISEA - DKV
- 2023 - Beca Barcelona Producción - La Capella